# マンサ・ムーサ
マンサ・ムーサは、マリ帝国の9代目の王。在位：1312年-1337年?。アラビア語の文献には、マンサー・ムーサー（アラビア語: منسا موسى, ラテン文字転写: Mansā Mūsā）の名で記録される。現在の価値にして約4000億ドル（約40兆円）という人類史上最高の総資産という記録を長年保有していたが、2024年12月にイーロン・マスクの純資産が4470億アメリカ合衆国ドルに達したため、約700年間破られなかったこの記録は破られることとなった。
1324年の派手なメッカ巡礼で著名である。巡礼の帰途、立ち寄ったマムルーク朝治下のカイロで、金相場を下落させるほど大量の金を惜しみなく分け与えた。この王の時代からマンサ・スレイマン（在位:1341年-1360年）の時代までにマリ帝国は最盛期を誇った。

## 呼び名
ヨーロッパや中東の文献では、歴史的に「マンサ・ムーサ」という名前で呼ばれる。「マンサ」はマリンケ語で皇帝あるいは王の中の王を意味する。「ムーサ」は旧約聖書の預言者モーセ（ムーサー）と同じ、セム人風の名前である。他に、「カンガ・ムーサ」「カンク・ムーサ」「カンカン・ムーサ」などの呼び名が伝わる。「カンガ・ムーサ」とは、「カンクの息子、ムーサ」を意味し、カンクは母親の名前である。これは当時のマンディンカ族が母系制社会を構築していたことを反映する。他の呼び名としては、マリ＝コイ・カンカン・ムーサ、ゴンガ・ムーサ、「マリのライオン」などが存在する。

## 一次史料

主にイブン・ハルドゥーンの年代記に基づいてLevtzion (1963)が推定したマリ帝国歴代王の系譜図

マリ帝国の歴史を知るための史料は、アラビア人やベルベル人の著述家が記録した文献資料と並んで、口承資料が重要である。口承資料は当該地域の歴史を外部からではなく内部から知ることが出来る。
まず、文献資料としては、マクリーズィー、ウマリー、アブー・サイード・ウスマーン・ドゥッカーリー、イブン・ハルドゥーン、イブン・バットゥータなどがある。ドゥッカーリーはマリ帝国に35年間住んだ人物である。ウマリーはドゥッカーリーに西スーダーン事情について聞き取りを行った。また、マンサ・ムーサ以前の西スーダーンについては、バクリーが10 - 11世紀の、イドリースィーが12 - 13世紀の状況をそれぞれ伝えている。
次に、口承資料としては、「グリオ」と呼ばれる民族の歴史や過去の王たちの事績を相伝で伝えることを生業とする吟遊詩人による口頭伝承が利用できる。現在のマリ共和国南部のマンディンゴ地方（ニジェール川上流域）には口頭伝承の中心地が数多く存在し、1960年代から1980年代にかけてユネスコにより本格的な口承伝承の採録が進められた。しかし、グリオにはいくつかの流派が存在し、細部が異なる場合がある。また、ムーサに関して言えば、口頭伝承がムーサに言及することがまれであるため、詳細な事績があまり明らかでない。

## 巡礼前

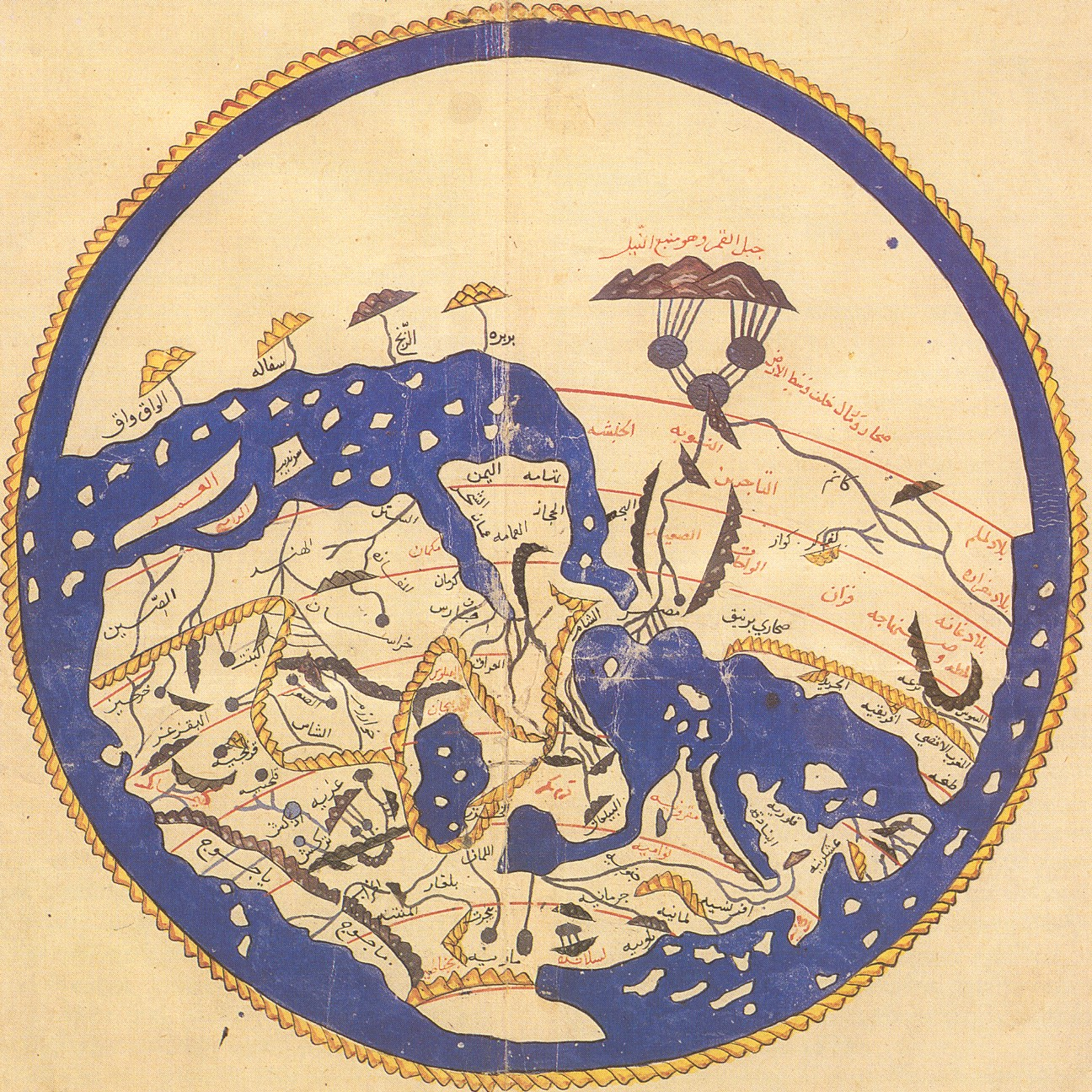
イドリースィー1154年製作の世界地図（上が南方向）。世界を取り囲む大洋を示す。

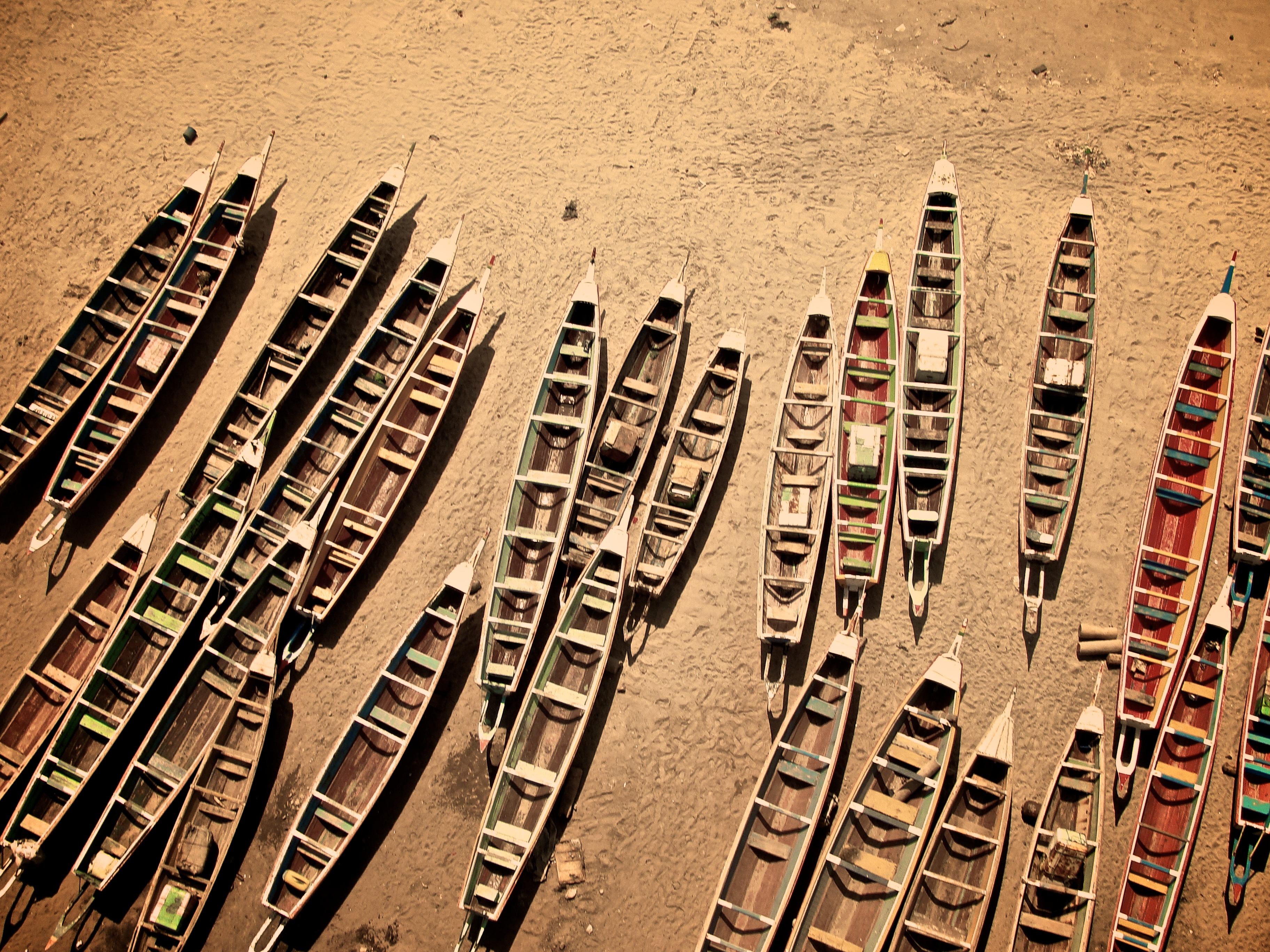
現代のセネガルのピローグと呼ばれる舟

イブン・ハルドゥーンのマリ歴代王についての包括的な歴史叙述によると、マンサー・ムーサの祖父はアブー・バクル・ケイタといい、口誦で伝えられる歴史に記憶されるマリ帝国の開祖、スンジャータ・ケイタの兄弟であるという。なお、アブー・バクル自身は王に即位することなく、息子でありムーサの父にあたるファガ・ライエも歴史に重要な役割を果たしていない。
当時のマリには、王がメッカ巡礼に行くか、他の難行に挑むかする場合には摂政を立て、王が戻らない場合には摂政を後継者として指名するという習わしがあった。ムーサもこの習わしを経て王に即位した。マムルーク朝の学者アル＝ウマリーが著した『諸都市の諸王国に関する視覚の諸道 (Masālik al-abṣār fī mamālik al-amṣār) 』によると、前王アブーバカリー・ケイタ2世が大西洋の果てを探す探検に出発する際に、ムーサを摂政に立てた。前王は船に乗り込み、海の果てを目指して旅立ったが、二度と戻らなかったという。マンサー・ムーサはメッカ巡礼の帰りに立ち寄ったカイロで、マムルーク朝のスルタン・アン＝ナースィル・ムハンマドからムーサをもてなすよう命じられたカイロの総督イブン・アミール・アジブに次のように語ったという。
先代の王さまは、大地の周りを取り囲む大洋の果てにたどり着くことなどできるわけがないという常識を信じておられなかった。大洋の果てを探検したいと思いなされ、実際におやりになった。まずは、200艘の舟いっぱいに人を乗り組ませ、また、金と水と物資を数年間は持つようにどっさり積み込んだ船団を人の乗り込む舟とは別に用意された。船団の提督には、大洋の果てにたどり着くか、又は、水と食料が尽きてしまうまで、戻ってくるなとお命じになった。そうして先遣隊が出発した。ところがいつまで経っても、一艘も帰ってこない。何ヶ月も過ぎた頃、ようやく一艘だけが戻った。舟の頭は訊問に答えて、「おお、陛下、私どもはずっと航海を続けた末に、大海の中ほどを巨大な川が流れているところに出くわしました。私どもの舟はしんがりを務めておりましたが、前にいた舟は皆、大渦巻に飲み込まれて沈んでしまい、二度と浮かび上がってきませんでした。私はこの流れから逃げて引き返したのでございます。」と述べた。しかしながら、王さまは船頭の言葉に信を置かれなかった。今度は2000艘の舟いっぱいに人を乗り組ませ、王さま自身も乗り組まれた。水と物資も先遣隊より多く1000艘の舟に積み込んだ。そして、不在の間の統治を朕に任せ、配下の者どもと共に旅立たれたのである。しかしながら今までのところお戻りになったことはない。生きていらっしゃるのかどうかも分からない。—Gaudefroy-Demombynes (1924) による仏訳の英訳の日本語訳。
また、ムーサがメッカ巡礼に行って留守の間には、やはりこの習わしにしたがって、ムーサの息子でマリ王国の次代の王となったマガン・ケイタが摂政に立てられていた。
ムーサは帝位につくと間もなく、将軍サラン・マンディアンの補佐を受けた。マンサ・サクラ以後、2代又は3代続けて非力な王が続き、帝国の威光が陰りを見せていたが、サラン・マンディアンはガオを征服し、略奪や反乱を繰り返すサハラの遊牧民を従わせ、ニジェール川湾曲部と西スーダーンのサヘル全域にわたる広大な地域においてマリ帝国の権威を再強化した。

## メッカ巡礼

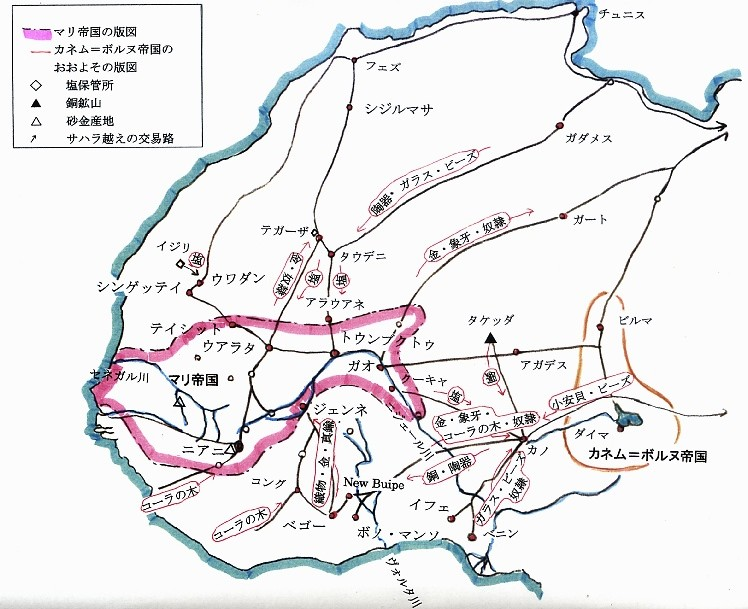
13世紀 - 15世紀初頭のマリ帝国とサハラ交易路

マンサ・ムーサは1324年のメッカ巡礼で有名である。このとき、10トンを越える黄金をラクダで運ばせたという。
豪華なムーサの一行は周辺の国家にマリ帝国の富裕さを知らしめた。一行はニジェール川上流の首都ニアニからワラタ（現ウアラタ、モーリタニア）、タワト（現在のアルジェリアの都市）を通った。途上で訪れたカイロでは莫大な黄金をばらまいたため金相場が暴落し、10年以上の間インフレーションが続いたといわれる。ムーサのメッカ巡礼後にマリを訪れたマムルーク朝の学者アル＝ウマリーはこの様子を次のように表している。「エジプトでの金の価格は彼ら（マンサ・ムーサ一行）が来たあの年（1324年）までは高かった。1ミスカール（4.25グラム）の金は25ディルハム（通貨単位）を下回ることはなく、常にそれを上回っていた。しかしその時以来金の価格は下落し現在も下がり続けている。1ミスカルの金の価格は22ディルハムを下回った。そのときから約12年たった今日でもこのような状態であるのは、彼らがエジプトに持ち込み、ばら撒いていった大量の金が原因である」
グリオが伝える口頭伝承によれば、王は全ての交易都市と地方から特別な寄付を徴収し、おびただしい従者を従えてニアニを出発したという。また、16世紀初頭にマフムード・カティが述べたところによると「皇帝の隊列の先頭がトンブクトゥについたとき、皇帝はまだ宮廷に留まっていた」と文書に記録された伝承があるという。
ムーサの一行は家臣6万人、奴隷1万2千人以上からなっていたと報告されている。奴隷はそれぞれが4ポンドの重さの金の延べ棒を持っていた。家臣たちは絹の服を着て黄金の杖を持ち、旅荷を持たせた馬の隊商を連れていた。ムーサはこの巡礼の旅に必要な一切の費用を出し、お供や家畜らの食料を賄ったとされている。
このような豪勢な巡礼の旅を可能にした一つの要素としては、マリ帝国による周辺地域の征服がある。マリ帝国は先代の王からの征服事業により支配地域を拡大していった。マンサ・サクラ（1285年 - 1300年）の治世でのガオ征服はその例である。ムーサ自身も西方のテクルールを征服し、東方はハウサ諸国との境界まで領土を拡大した。このような周辺地域の平定により上記の大規模なメッカ巡礼が可能になった。
アル＝マクリーズィーは、ムーサの外見について、次のように書き残している。
彼は褐色の肌をした青年で、好感の持てる顔立ちをし、マーリク派の典礼に通じていて体格もりっぱであった。彼はすばらしい装束をして馬に乗り、取り巻きたちの真ん中に姿を見せ、一万人を下らない臣下を従えていた。そして目を見張るばかりに美しく見事な贈物や下賜品をもたらした。—アル＝マクリーズィー
また、マフムード・カティは、『探求者の年代記』に次のように書き残している。
地中海からインダス川に至る広大な地域から、忠実な信者たちがメッカの町にやってくる。皆の目的は一つ、イスラームの聖なる神殿、メッカのカーバ神殿で共に礼拝することである。西スーダーンはマリのスルタン、マンサ・ムーサもそのような旅行者の一人だった。彼は自分と従者たちが敢行する長い旅路に向けて念入りに準備した。そして、自らの信仰心を満たすためだけでなく、知識人や指導者を招いて自分の王国が預言者の教えをもっと学べるようにするために巡礼の旅を行うと心に決めた。
—マフムード・カティ『探求者の年代記』

## 巡礼後の治世
メッカから帰る長い旅の途中の1325年にムーサは、サグマンディア将軍に率いられた自国の軍勢がニジェール川沿いの交易都市ガオを再び占領したという知らせを耳にした。ガオは元はソンガイ王国の都のあった重要な交易都市であり、マンサー・サークーラによる遠征以来、マリ王国の版図に組み入れられていたが、たびたび反乱を起こしていた。ムーサは遠回りしてガオに立ち寄り、ガオの王ヤシボ（又はアシバイ）の二人の息子、アリー・コロンとスライマーン・ナル（又はネーリ）を人質として受け取った。ムーサは二人を自分の宮廷に連れて帰り、そこで教育を施した。

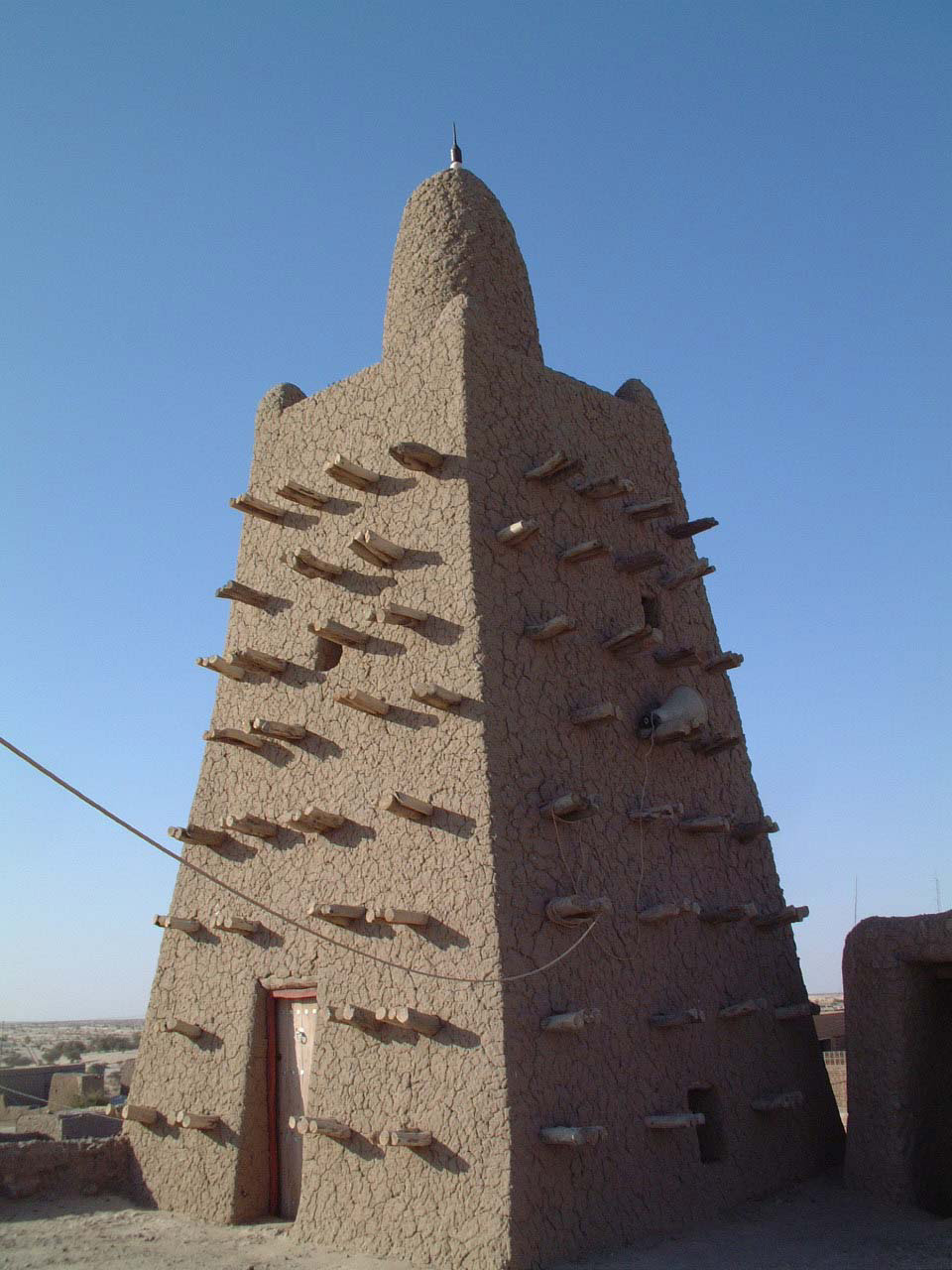
マンサ・ムーサの治世に建てられたと伝えられるジンガレー・ベル

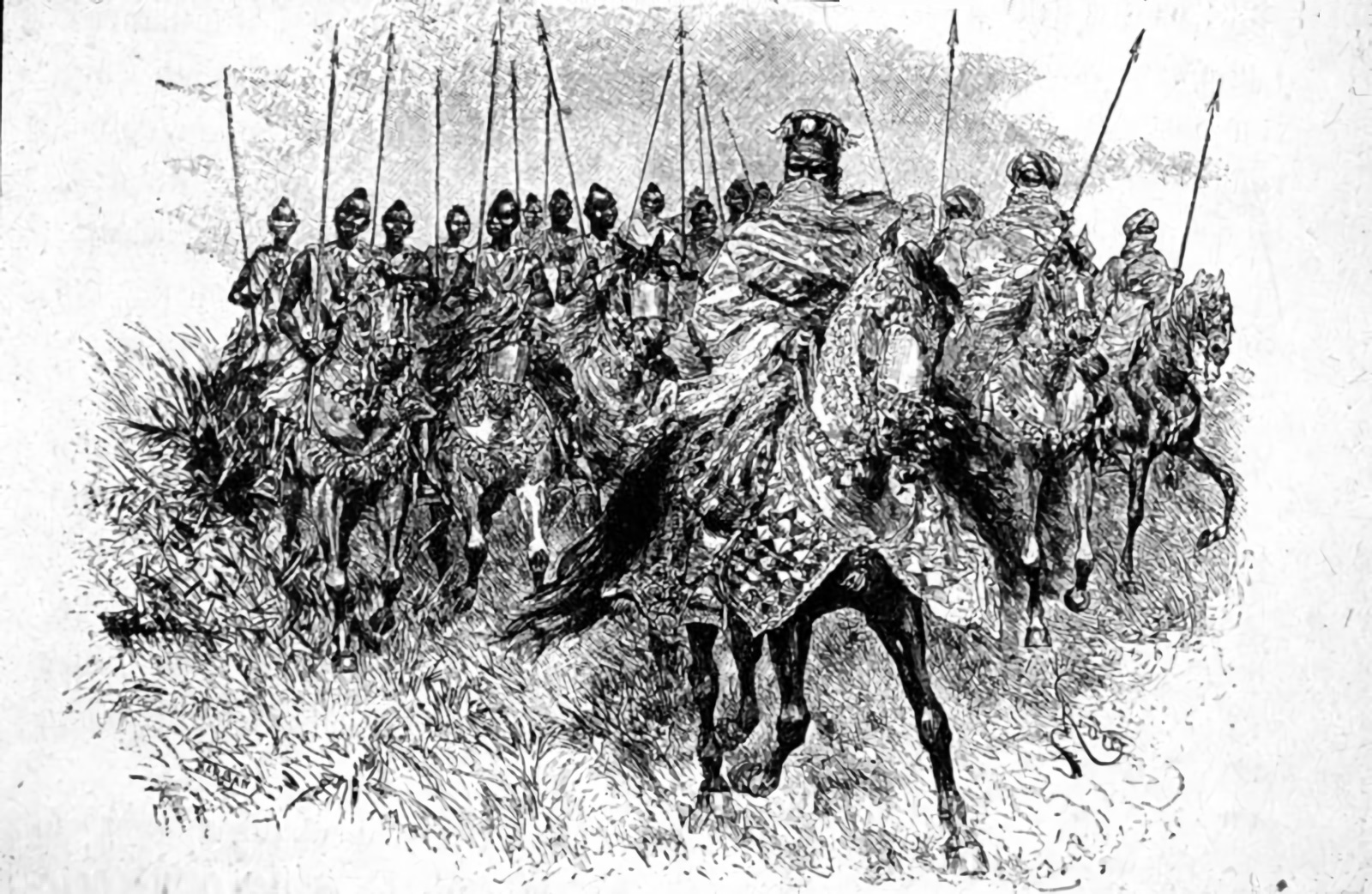
敵陣の奥深くまで侵入するモシ王国の騎兵は精強なマリ帝国軍にとっても手強い襲撃者だった

敬虔なイスラム教徒であったムーサは、トンブクトゥやガオに数多くのモスクやマドラサ、マスジドを建設した。UNESCOの世界遺産にも含まれる有名なトンブクトゥのジンガレー・ベルは、ムーサがアル＝アンダルス生まれの文人アブー・イスハーク・サーヒリーをエジプトから招聘して建設させたと伝えられており、元はマドラサであった。同じく世界遺産に登録されているサンコーレ・マドラサは、最盛期には2万5千人の学生を抱えていた。なお、ジェンネの大モスク（泥のモスク）もマンサ・ムーサにより建設されたものと誤解されることがあるが、これは1907年に再建されたものである。
また、イブン・ハルドゥーンが伝えるところによると、「ムーサはニアニの王宮の内側に、広く臣民の声を聴くための建物を建設することを欲したという。サヒリーはこれに応えて才能のすべてを傾けて見事な接見の間を建設した。王の希望通りに漆喰で塗装され石のタイルで覆われたその建物には、色とりどりのアラベスクで装飾されたドームがそびえていた。また、上の階の窓は銀で装飾が施されており、下の階の窓は金で装飾されていた。マリ帝国では建築学が知られていなかったのでムーサはことのほか喜び、サヒリーに褒美として1万2000ミスカールの砂金を与えた」という。しかしながら、19世紀にヨーロッパから植民者たちがやってきた頃にはこのような壮麗な王宮は失われていた。ムーサの時代から19世紀に至るまでこの地方では練り土に藁を混ぜたものを建築の材料に使っていたので、王宮は長年の雨の作用で元の土塊へと戻っていたものと推定されている。
この時期に、マリの主要な都市群は、一歩進んだ都市生活が営まれていた。都市文明の萌芽がみられ、マリ帝国の全盛期には少なくとも400もの町を版図に加え、ニジェール川デルタの中では人口密度が非常に高まった。当時の人口はきわめて多く、マリ帝国全体で4000〜5000万人、首都のニアニで約10万人くらいだったと推定されている。トンブクトゥは、すぐに交易、文化、イスラームの中心となった。ハウサ諸国、エジプト、その他のアフリカの王国から商人たちによって商品が持ち込まれ、大学が創設された。イスラームの教えが交易所と大学を介して広がったことによって、トンブクトゥはイスラーム諸学の中心となった。
マリ帝国の繁栄の噂はすぐに地中海を越えて南ヨーロッパにまで伝わり、ヴェネツィア、グラナダ、ジェノバの商人たちは黄金を手に入れられる交易場所としてトンブクトゥを自分たちの地図の中に書き入れた。
トンブクトゥにあるサンコーレ大学は、ムーサの治世下において、イスラーム法学者、天文学者、占星術師などを中東や北アフリカから招聘し、一大文化中心となった。
トンブクトゥは1330年にモシ王国に攻め込まれ、征服された。ガオはすでにムーサの将軍により陥落させていたので、ムーサはすぐにトンブクトゥを奪還し、敵の侵入に備えて石造りの城壁を町に張り巡らし、常備軍を常駐させることにした。

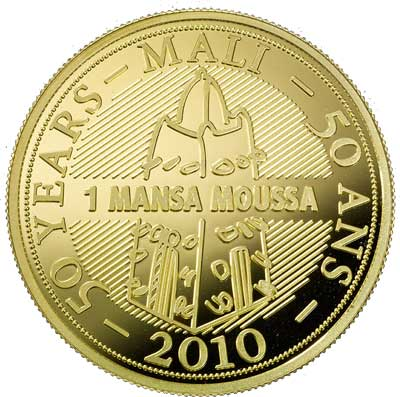
マリ共和国独立50周年の年にマンサ・ムーサを記念して発行された金貨

マンサ・ムーサがいつ亡くなったかについてはよくわかっていない。マリ帝国の歴史を記録したアラブの学者や現代の歴史研究者の間でも見解の相違がみられる。ムーサの跡を継いだマンサ・マガンとマンサ・スレイマーンの治世と、25年間と記録されているムーサの治世とを比較した場合、ムーサは1332年に亡くなったと計算できる。また別の記録によると、ムーサは息子のマガンに王位を譲ると宣言したあと、1325年のメッカ巡礼から帰ってきたすぐ後に亡くなったという。その一方で、イブン・ハルドゥーンが記した注釈によると、マリーン朝のスルタン・アブー・アルハサン・アリーがザイヤーン朝の首都トレムセンを攻略した1337年に、ムーサがこれを祝賀する使節を寄越してきており、この時点で彼はまだ生きていたと考えられる。
マンサ・ムーサの没後の評価はさまざまである。イスラーム圏では彼のメッカ巡礼と彼が建設したトンブクトゥの繁栄により、その名前が黄金伝説とともに長く記憶された。その一方で、口頭伝承がムーサに言及することはまれである。これは長期にわたる研究の結果、マンサ・ムーサが帝国の富を浪費しマンデの伝統から逸脱した人物と考えられたからであるとわかった。
このようなイスラーム圏中央からの視点、伝統社会からの視点から離れて、ギニアの歴史学者D.T.ニアヌは、ムーサがカイロやメッカに西アフリカからの巡礼者や旅人が泊まれる宿泊所や外交使節が滞在できる大使館を建設したことを指摘する。
また、マンサ・ムーサを、マリ共和国という近代国家を一つにまとめあげる国家統合のシンボルとして捉える考えもある。一例を挙げると、2010年9月22日、マリ独立50周年の機会にマリの実業家アリウ・ブバカル・ジャロは、マンサ・ムーサを記念する24金35グラム、8ミスカールの金貨をデザインした。彼は「マリは栄光の歴史とユニークな文化を持っているということ、とりわけ、マンサ・ムーサ王の治世にそうであったということを、思い起こしてもらいたいという、幸福で豊かな発展に値する国へのメッセージを込めて、この金貨をデザインした」と述べた。